# Oscar Wilde Bookshop
L'Oscar Wilde Bookshop (anciennement Oscar Wilde Memorial Bookshop) est une ancienne librairie de Greenwich Village, à New York.
Fondée en 1967 par Craig Rodwell, elle est la première librairie consacrée aux auteurs gays et lesbiens,. La librairie a fermé en 2009, à la suite de la crise économique mondiale de 2008 et de la concurrence des librairies en ligne.